# Macrobela phaeophasma
Macrobela là một chi bướm đêm thuộc họ Crambidae. Chi này chỉ gồm một loài Macrobela phaeophasma, thường được tìm thấy ở Australia.